# Голота Володимир Михайлович
Володи́мир Миха́йлович Голота (6 січня 1985 — 25 січня 2015) — солдат Збройних Сил України, учасник російсько-української війни.

## Життєвий шлях
Закінчив київську ЗОШ № 286, проживав у Голосіївському районі. З кінця вересня 2014-го в лавах ЗСУ, старший навідник, 128-а окрема гірсько-піхотна бригада.
25 січня 2015-го загинув під час штурмових дій поблизу села Новогригорівка. Тоді ж загинули капітан Микола Жук та старший солдат Руслан Ткаченко.
Без Володимира лишились брат та сестра.
Похований в селі Ходосівка.

## Нагороди та вшанування
- Указом Президента України № 282/2015 від 23 травня 2015 року, «за особисту мужність і високий професіоналізм, виявлені у захисті державного суверенітету та територіальної цілісності України, вірність військовій присязі», нагороджений орденом «За мужність» III ступеня (посмертно)[1].
- В київській школі № 286 відкрито меморіальну дошку його честі.
- Рішенням Києво-Святошинської районної ради № 126-10-VII від 9 червня 2016 року Голоті Володимиру Михайловичу присвоєно звання «Герой-захисник Вітчизни» Києво-Святошинського району та внесено до Книги Пошани «Герой-захисник Вітчизни» Києво-Святошинського району[2].
- Вшановується в меморіальному комплексі «Зала пам'яті», в щоденному ранковому церемоніалі 25 січня[3][4].